# Kurt Vandoorne
Kurt Vandoorne (6 september 1975) is een Belgische voormalig voetbalspeler die als doelman speelde. Hij kwam onder meer uit voor SK Gullegem, SW Harelbeke, Excelsior Mouscron en KV Kortrijk. Nadien werd hij keeperstrainer.

## Loopbaan
In het seizoen 2006-07 stond hij bij KV Kortrijk de eerste zeven speeldagen in het basiselftal. Vanaf de achtste speeldag verkoos de coach Peter Mollez en zat Vandoorne op de bank. Kurt Vandoorne speelde zijn laatste wedstrijd voor KV Kortrijk in de eindronde, tegen KV Mechelen. Hij mocht toen invallen in de tweede helft.
Vandoorne werd door de supporters van KV Kortrijk uitgeroepen tot de speler van het seizoen 2005-06.
| seizoen    | club        | land   | competitie    | min. | goals | geel | rood |
| ---------- | ----------- | ------ | ------------- | ---- | ----- | ---- | ---- |
| 2006-07    | KV Kortrijk | België | Tweede klasse | 630  | 0     | 0    | 0    |
| Bijgewerkt | 17-06-07    |        |               |      |       |      |      |

In bovenstaande tabel zijn de speelminuten in de Beker van België en de eindronde niet meegerekend.